# John Langshaw Austin
Pour les articles homonymes, voir John Austin et Austin.
John Langshaw Austin est un philosophe anglais né le 26 mars 1911 à Lancaster et mort le 8 février 1960, appartenant à la philosophie analytique. Il s'est intéressé au problème du sens en philosophie. Représentant majeur de la philosophie du langage ordinaire, sa théorie des actes de langage a été reprise et développée par John Searle et Daniel Vanderveken.
La contribution majeure d'Austin a été de souligner l'utilisation que nous faisons du langage dans la vie courante : le langage est utilisé pour faire, autant que pour affirmer. Des phrases telles que « Je promets de faire cela » ne doivent pas être comprises comme des phrases informatives (qui établissent un constat, qui informent), mais performatives (qui font). L'avancée d'Austin a donc été de suggérer que tout discours et toute parole est une action, avec des mots et des signes.

## Biographie
John Langshaw Austin est né à Lancaster, en Angleterre. Il est le second fils de l'architecte Geoffrey Langshaw Austin (1884 - 1971), et de Mary Hutton Bowes-Wilson (1883-1948). En 1921, sa famille déménage en Écosse, où le père d'Austin obtient un poste à l'école St. Leonards. Austin étudie à Shrewsbury School qu'il rejoint en 1924, puis il obtient une bourse pour étudier les lettres classiques au Balliol College, de l'université d'Oxford, en 1929.
En 1933, il obtient son diplôme en Literae Humaniores (lettres classiques et philosophie) avec les honneurs, ainsi que le prix Gaisford en prose grecque. Ses cours le font s'intéresser à Aristote. Il devient professeur en 1935 en tant que tuteur au Magdalen College de l'université d'Oxford.
Austin s'intéresse dès ses études à Aristote, Kant, Leibniz et Platon, dont il apprécie tout particulièrement le Théétète. Il est influencé par des penseurs contemporains tels que George Edward Moore, John Cook Wilson, et H. A. Prichard.
Pendant la Seconde Guerre mondiale, il se marie avec Jean Coutts, dont il a deux filles et deux garçons, et sert dans l'Intelligence Corps britannique, qui s'occupe de contre-espionnage. Il est chargé des prédictions et de la planification du débarquement de Normandie. Il quitte l'armée avec un rang de lieutenant colonel, est nommé Officier de l'Ordre de l'Empire britannique, reçoit une croix de guerre 1939-1945 de la part de la France, et la Légion du Mérite américaine.
Une fois la guerre finie, Austin devient professeur de philosophie morale à Oxford, au Corpus Christi College. Il y lance les « Samedis matin d'Austin », qui sont des rencontres avec des étudiants et des collègues, où chacun peut discuter et débattre sur des thèmes tournant autour de l'utilisation de la langue, en buvant du thé. Les livres discutés sont principalement l'Éthique à Nicomaque d'Aristote, les Investigations philosophiques de Ludwig Wittgenstein, la Phénoménologie de la perception de Merleau-Ponty. Il publie peu.
Austin est invité à l'université Harvard et à l'université de Berkeley au milieu des années 1950. Il donne une série de conférences à l'université de Harvard en 1955 qui seront publiées sous le titre Quand dire, c'est faire (How to do Things with Words). Il devient à cette époque ami avec Noam Chomsky, et préside de 1956 à 1957 la Société aristotélique.
Ses cours sur le « langage de la perception » (Sense and Sensibilia) seront publiés de façon posthume. Austin ne revendique dans sa philosophie du langage aucune influence de Wittgenstein, mais seulement de George Edward Moore.
Austin meurt à l'âge de 48 ans à Oxford, le 8 février 1960, peu de temps après avoir été diagnostiqué d'un cancer du poumon. Il écrivait à l'époque une théorie de la sémantique basée sur le symbolisme du son, en utilisant les mots anglais en « gl- ».

## Quand dire, c'est faire
Son œuvre la plus connue en France How to do Things with Words (1962) (traduite sous le titre de Quand dire, c'est faire) porte un titre qui se réfère ironiquement à la tradition anglo-saxonne des livres de conseils pratiques (par exemple : How to make friends). Le sociologue Pierre Bourdieu y fait largement référence dans son ouvrage Ce que parler veut dire. Les idées que développe Austin remontent à 1939 et elles ont fait l'objet d'un article en 1946 puis de conférences à la BBC avant d'être prononcées sous la forme de conférences en 1955.
Les philosophes ont longtemps supposé qu'une affirmation ne pouvait que décrire un état de fait, et donc être vraie ou fausse ; autrement dit, qu'il n'y avait que des énoncés « constatifs ». Austin montre cependant que les énoncés qui sont en eux-mêmes l'acte qu'ils désignent n'entrent pas dans cette catégorie. Il les baptise « phrase performative » ou « énoncé performatif ». Il explore par la suite, et avec beaucoup de soin, toutes les conséquences de cette découverte.
Une énonciation est performative lorsqu'elle ne se borne pas à décrire un fait mais qu'elle « fait » elle-même quelque chose. Un exemple typique d'expression performative est la phrase « Je vous déclare mari et femme » que prononce le maire lors d'un mariage. La phrase fait changer les fiancés de statut : en la prononçant le maire constitue les fiancés comme mari et femme, ils passent de l'état de fiancés à celui de mariés. Il y a donc plus dans l'énonciation de cette expression que la description d'un fait : dire cette phrase, c'est accomplir un acte (en disant qu'on l'accomplit, il s'agit donc d'un tout autre acte que celui de prononcer la phrase).
Mais l'énonciation n'est performative que si les différents protagonistes respectent certaines conditions de succès, qu'Austin appelle « conditions de félicité » : le locuteur doit être maire, les destinataires célibataires, etc.. Ainsi, le même énoncé, prononcé lors d'un dîner privé par un convive éméché, ne ferait pas de deux personnes visées un couple lié par l'institution du mariage. Il ne semble pas que l'action de marier soit effectivement accomplie dans ce cas. À côté de ces conditions pour qu'il soit tout simplement possible de parler de la réalisation de telle action (ici : marier), l'absence d'autres conditions peut entacher le déroulement « heureux » de la dite action (le marié jure solennellement mais ne pense pas une seule seconde respecter son engagement). Il est donc parfois nécessaire, pour que l'action soit réussie de manière satisfaisante, que le locuteur soit dans un certain état d'esprit, se conduise de manière appropriée par la suite, etc..
Austin constate ensuite que les énoncés « constatifs » sont tout autant sujets aux échecs (complets ou partiels) que les énoncés « performatifs ». Il décide alors d'étendre la performativité aux énoncés constatifs.
À la suite de cette généralisation de la performativité à tous les énoncés, Austin dresse une typologie des différents sens dans lesquels nous pouvons faire quelque chose en disant quelque chose. Un énoncé s'analyse alors selon le schème tripartite suivant :
- acte locutoire (la phrase elle-même : les mots, leur sens) ;
- acte illocutoire (ce qui est dans la phrase en plus des mots : une promesse, une menace, un ordre...) ;
- acte perlocutoire (ce qui est provoqué par la phrase : l'énonciation d'une réponse, l'officialisation d'un mariage, l'attribution d'un nom par baptême...).

## Le langage de la perception
Publié en 1962 d'après des notes manuscrites, Le langage de la perception (Sense and Sensibilia) se présente comme une suite de critiques portant sur des doctrines concernant la perception sensible, développées notamment par Ayer, Henry Habberley Price (en) ou Warnock,, bien qu'elles remontent parfois à Platon, Descartes ou Berkeley. La cible principale d'Austin concerne l'affirmation selon laquelle « jamais nous ne voyons ou ne percevons (ou sentons) en tous cas, « directement », des objets matériels (ou des choses matérielles) ». Se servant de la philosophie du langage ordinaire pour démonter cette affirmation qui contredit le sens commun, Austin analyse avec une finesse remarquable les expressions les plus courantes pour critiquer sans concession la doctrine pragmatique des « sense-data » (données sensibles) censées s'interposer entre le sujet percevant et les objets perçus. Sans jamais opposer une solution réaliste aux difficultés qu'il soulève, Austin utilise la philosophie du langage ordinaire non comme une fin en soi, mais comme une voie d'accès pour étudier les faits de la perception et parle à ce propos de « phénoménologie linguistique ». Le résultat de cette étude est de montrer « que nos mots usuels sont beaucoup plus subtils dans leurs usages et marquent beaucoup plus de distinctions que les philosophes ne s'en rendent compte, et que ces faits relatifs à la perception [...] sont beaucoup plus diversifiés et compliqués qu'on n'avait l'habitude de le croire ».
Si cet aspect de l'œuvre d'Austin est moins connu du public francophone que ses recherches sur les actes de langage, il ne le cède en rien en ce qui concerne son intérêt philosophique. Selon David Pears, « ce livre est un classique et il a transformé de manière durable le sujet qu'il traite ».

## Œuvres
- Écrits philosophiques  (trad. Lou Aubert et Anne-Lise Hacker), Paris, Éditions du Seuil, 1994 – traduction de (en) Philosophical Papers  (Ed. James O. Urmson & Geoffrey J. Warnock), Londres, Oxford University Press, 1979, 3e éd. – seuls les articles (3), (4), (5), (6), (8), (9), (11) et (12) de l'édition anglaise apparaissent dans cette version française)
- Le langage de la perception  (trad. Paul Gochet), Paris, Armand Colin, 1971 – traduction de (en) Sense and Sensibilia  (Ed. Geoffrey J. Warnock), Londres, Oxford University Press, 1962
- Quand dire, c'est faire  (trad. Gilles Lane), Paris, Éditions du Seuil, 1970 – traduction de (en) How to do things with Words : The William James Lectures delivered at Harvard University in 1955, Oxford, J.O. Urmson, 1962